# Tyler Christopher (atleet)
Tyler Christopher (Chilliwack, 3 oktober 1983) is een Canadese voormalige sprinter, die gespecialiseerd was in de 400 m.

## Loopbaan
In 2004 won Christopher het NACAC-kampioenschap (U23). Zijn internationale doorbraak maakte hij op de wereldkampioenschappen van 2005 in Helsinki op de 400 m, waar hij een bronzen medaille won achter Jeremy Wariner en Andrew Rock in de nieuwe Canadese recordtijd van 44,44 s.
Twee jaar later, op de WK in Osaka, werd hij op hetzelfde onderdeel zesde en was ook zijn tijd van 44,71 minder dan op het vorige WK. Tijdens de Wereldatletiekfinale in Stuttgart werd hij tweede in 44,82.
Op de Pan-Amerikaanse Spelen in Rio de Janeiro, Brazilië, dat jaar veroverde hij de zilveren medaille in 45,05 na Chris Brown van de Bahama's. De race werd ontsierd door een controversiële start, waarbij Christopher dacht dat er sprake was van een valse start. Hij kwam bijna tot stilstand, voordat hij aan zijn race begon. "Het was werkelijk ongelooflijk, zoals hij liep. Hij kwam op de 200 meter door in 21,0 en op de 300 meter in 32,1, dat is het snelste wat hij ooit heeft gelopen, terwijl hij direct na de start waarschijnlijk wel zo'n meter of vijf heeft weggegeven", aldus Christophers verbaasde coach Kevin Tyler.
Tyler Christopher ging het jaar 2008 voortvarend van start. Na twee PR-prestaties op de 60 en 300 m begin februari in Winnipeg, was hij half februari aanwezig bij de wedstrijden om de Norwich union indoor grand prix in het Engelse Birmingham, waar hij de 400 m wist te winnen in 45,80, de beste indoorwereldtijd op dat moment en tevens een Canadees indoorrecord. Desondanks was Christopher nog steeds niet van plan om deel te nemen aan het wereldindoorkampioenschappen in maart. "Het hangt nog in de lucht, omdat ik probeer te pieken voor de Olympische Spelen. Ik gebruik deze races hoofdzakelijk om sterker te worden voor het zomerseizoen." Op de WK indoor in het Spaanse Valencia was hij er echter wél bij en op 8 maart 2008 veroverde hij op de 400 m een gouden medaille.
Op de Olympische Spelen van 2008 in Peking, later dat jaar, sneuvelde Christopher echter al in de series met een tijd van 45,67. In een interview na afloop dichtte Christopher zijn slechte prestatie toe aan de griep, waardoor hij in de dagen voorafgaand aan zijn kwalificatieronde niet had kunnen trainen.

## Titels
- Wereldindoorkampioen 400 m - 2008
- Canadees kampioen 400 m - 2004, 2006, 2007
- NACAC-kampioen 400 m - 2004

## Persoonlijke records
Outdoor
| Onderdeel | Prestatie    | Datum            | Plaats      |
| --------- | ------------ | ---------------- | ----------- |
| 150 m     | 15,17 s      | 20 mei 2004      | Sainte Anne |
| 200 m     | 20,49 s      | 15 april 2005    | Claremont   |
| 300 m     | 31,77 s (NR) | 20 mei 2004      | Sainte Anne |
| 400 m     | 44,44 s (NR) | 12 augustus 2005 | Helsinki    |

Indoor
| Onderdeel | Prestatie    | Datum            | Plaats     |
| --------- | ------------ | ---------------- | ---------- |
| 60 m      | 6,70 s       | 2 februari 2008  | Winnipeg   |
| 200 m     | 21,22 s      | 7 februari 2004  | Saskatoon  |
| 300 m     | 32,53 s (NR) | 2 februari 2008  | Winnipeg   |
| 400 m     | 45,80 s (NR) | 16 februari 2008 | Birmingham |
| 1.000 m   | 2.24,82      | 11 februari 2006 | Boston     |

## Palmares

### 400 m
Kampioenschappen
- 2005:  WK - 44,44 s
- 2007: 6e WK - 44,71 s
- 2007:  Pan-Amerikaanse Spelen - 45,05 s
- 2007:  Wereldatletiekfinale - 44,87 s
- 2008:  WK indoor - 45,67
- 2008: 5e in serie OS - 45,67 s

Golden League-podiumplekken
- 2005:  Meeting Gaz de France – 44,69 s
- 2005:  Weltklasse Zürich – 44,96 s
- 2006:  Meeting Gaz de France – 45,16 s
- 2007:  Meeting Gaz de France – 45,33 s
- 2007:  ISTAF – 45,10 s